# Ílám
Provincie Ílám (persky استان ایلام‎) je íránskou provincií v jihozápadní části země. Hraničí s Irákem a provinciemi Chúzestán, Lorestán a Kermanšáh. Hlavním městem provincie je Ílám.

## Podnebí
Provincie Ílám patří mezi nejteplejší oblasti Íránu, ačkoliv v hornatých oblastech na severu a východě provincie je poměrně chladno. Průměrné roční srážky dosahují 578 mm. Nejvyšší horou je Kabír Kúh s výškou 2 790 m a součástí pohoří Zagros.